# Geneviève Laloy
Pour les articles homonymes, voir Laloy.
Geneviève Laloy est une auteur-compositeur-interprète belge de chanson française pour jeune public, née à Bruxelles.

## Biographie
Durant sa jeunesse, Geneviève Laloy suit des cours de chant, de danse et de flûte traversière et une formation musicale complète au travers du solfège, de l'histoire de la musique, de la diction, de l'harmonie, d’ensemble vocaux, etc.
Au terme de ses études dans l'enseignement secondaire, Geneviève Laloy explore le monde pendant un an : du Niger aux Ardennes, d'Israël au Pérou et à l'Équateur, en passant par Bruxelles et des projets variés de toutes sortes. Elle participe notamment à un spectacle joué par la comédienne Nathalie Willame, dans le rôle de musicienne accompagnant la conteuse.
Au terme de cette année de découvertes, elle réalise des études d'anthropologie sociale et culturelle, complétée par une formation permettant d'enseigner. Elle est professeur à la Haute École Léonard de Vinci dans la catégorie pédagogique et plus spécifiquement la formation des enseignants où elle enseigne différents cours relatifs aux sciences humaines et à la diversité culturelle. Elle coordonne les projets internationaux des départements pédagogiques à Louvain-la-Neuve et a assuré pendant de nombreuses années la coordination d'un réseau européen d'instituts supérieurs pédagogiques en formation des enseignants (Association Comenius). Par ailleurs, elle est actuellement vice-présidente de la Conférence des OING au Conseil de l'Europe à Strasbourg.
En janvier 1990, elle participe à la création, avec Marie-Sophie Talbot, de l'ensemble vocal Méli-Mélo qui réunit une quarantaine de choristes dans des spectacles fondés sur une gestuelle du chant : Chanteurs de sornettes (2003), Des Bémols et des fraises (2005), Ga(m)mes (2010), Page blanche (2014) et Zigzag (2019). 
Après avoir contribué aux albums Le Cordon musical (1993) et Le Cordon pictural (1998) du musicien pédagogue Pierre Chemin, elle conçoit, en 2004, le spectacle pour jeune public Si la terre... et enregistre, en 2005, le CD éponyme avec des arrangements musicaux élaborés par Philippe Laloy.
Ce premier spectacle sera suivi de Hirondelles en 2008, Bleue en 2011, Allumettes en 2015 et Omnibus en 2020.
Avec d'autres chanteurs, elle a participé à l'association Autre chose pour rêver qui promeut, en Belgique, la chanson pour enfants.

## Discographie

### Albums
- 2005 : Si la terre…
- 2008 : Hirondelles
- 2011 : Bleue[3]
- 2018 : Allumettes[4]

### Livre-CD
- 2014: Pôle Nord[5]. Alex Vizorek raconte l'histoire. Écriture: Laurence van Ruymbeke. Illustrations: Pascale Francotte. L'histoire est basée sur la chanson Pôle Nord extraite de l'album Bleue[3].
- 2018: Marelles enchantées. Editions Averbode.
- 2019: Arcs-en-ciel & Ritournelles. Editions Averbode.

### Participations
- 1993 : Le Cordon musical de Pierre Chemin
- 1998 : Le Cordon pictural de Pierre Chemin
- 2014 : Radio des Bois WWF

## Distinctions
- Coup de cœur Printemps 2009 de l'Académie Charles-Cros pour Si la terre…[6]
- Coup de cœur Printemps 2012 de l'Académie Charles-Cros pour Bleue[7]
- Prix Point culture lors de la cérémonie des Octaves de la musique 2013 pour son CD et son spectacle Bleue[8]
- Coup de coeur Jeune Public printemps 2018 de l'Académie Charles-Cros pour Allumettes[9].